# Catasigerpes occidentalis
Catasigerpes occidentalis är en bönsyrseart som beskrevs av Wood-mason 1879. Catasigerpes occidentalis ingår i släktet Catasigerpes och familjen Hymenopodidae. Inga underarter finns listade i Catalogue of Life.